# Liste der Mitglieder des belgischen Senats (2007–2010)
Diese Liste beinhaltet die Abgeordneten des Belgischen Senats in der Wahlperiode von 2007 bis 2010. Der Senat hat 74 Mitglieder.

## Aktuelle Sitzverteilung
Aktuelle Sitzverteilung nach Parteien (nach den Wahlen 2007):
| Partei | Partei                                                                    | Sitze |
| ------ | ------------------------------------------------------------------------- | ----- |
| •      | Christlich-Demokratisch und Flämisch (CD&V) / Neu-Flämische Allianz (NVA) | 14    |
| •      | Reformbewegung (MR)                                                       | 11    |
| •      | Offene Flämische Liberale und Demokraten (Open VLD)                       | 9     |
| •      | Sozialistische Partei (PS)                                                | 8     |
|        | Flämische Belange (VB)                                                    | 8     |
|        | Sozialistische Partei – Anders (SP.A) – Flämische Progressive (VP)        | 7     |
|        | Ecolo                                                                     | 5     |
| •      | Humanistisch-Demokratisches Zentrum (CDH)                                 | 5     |
|        | Grün!                                                                     | 2     |
|        | Liste Dedecker (LDD)                                                      | 1     |
|        | Nationale Front (FN)                                                      | 1     |
| Gesamt | Gesamt                                                                    | 71    |

Regierungsparteien sind mit einem Punkt gekennzeichnet (•)

## Abgeordnete
| Name                         | Fraktion     | Sprachgruppe | Rechtsgrund        | Anmerkung                                                          |
| ---------------------------- | ------------ | ------------ | ------------------ | ------------------------------------------------------------------ |
| Bert Anciaux                 | SP.a/SPIRIT  | NL           | Landeswahl         | (Spirit) ausgeschieden, Nachfolger: Myriam Vanlerberghe (SP.a) (*) |
| Filip Antheunis              | Open VLD     | NL           | Kooptiert          | (Open VLD)                                                         |
| Wouter Beke                  | CD&V/N-VA    | NL           | Landeswahl         | (CD&V)                                                             |
| Astrid von Belgien           | Fraktionslos | Ohne         | Qua Amt            | 0                                                                  |
| Laurent von Belgien          | Fraktionslos | Ohne         | Qua Amt            | 0                                                                  |
| Philipp von Belgien          | Fraktionslos | Ohne         | Qua Amt            | 0                                                                  |
| Sfia Bouarfa                 | PS           | FR           | Regionalparlamente | 0                                                                  |
| Luc Van den Brande           | CD&V/N-VA    | NL           | Regionalparlamente | 0                                                                  |
| Frieda Brepoels              | CD&V/N-VA    | NL           | Landeswahl         | (N-VA) ausgeschieden, Nachfolger: Sabine de Bethune (CD&V) (*)     |
| Jacques Brotchi              | MR           | FR           | Kooptiert          | (MR)                                                               |
| Philippe Busquin             | PS           | FR           | Landeswahl         | ausgeschieden, Nachfolger: Olga Zrihen                             |
| Jurgen Ceder                 | VB           | NL           | Landeswahl         | (VB)                                                               |
| Marcel Cheron                | Écolo/Groen! | FR           | Regionalparlamente | (Écolo)                                                            |
| Dirk Claes                   | CD&V/N-VA    | NL           | Kooptiert          | (CD&V)                                                             |
| Berni Collas                 | PFF          | DE           | Regionalparlamente | (Vertreter der DG)                                                 |
| Christophe Collignon         | PS           | FR           | Regionalparlamente | 0                                                                  |
| Alain Courtois               | MR           | FR           | Landeswahl         | (MCC)                                                              |
| Hugo Coveliers               | VB           | NL           | Landeswahl         | (VLOTT)                                                            |
| Georges Dallemagne           | cdH          | FR           | Kooptiert          | 0                                                                  |
| José Daras                   | Écolo/Groen! | FR           | Landeswahl         | (Écolo) (*)                                                        |
| Armand De Decker             | MR           | FR           | Landeswahl         | (PRL)                                                              |
| Jean-Jacques De Gucht        | Open VLD     | NL           | Landeswahl         | (Open VLD)                                                         |
| Christine Defraigne          | MR           | FR           | Regionalparlamente | (MR) (*)                                                           |
| Michel Delacroix             | FN           | FR           | Landeswahl         | (*)                                                                |
| Francis Delpérée             | cdH          | FR           | Landeswahl         | (*)                                                                |
| Anne Delvaux                 | cdH          | FR           | Landeswahl         | ausgeschieden, Nachfolger: Vanessa Matz                            |
| Alain Destexhe               | MR           | FR           | Regionalparlamente | (PRL)                                                              |
| Alain Destexhe               | MR           | FR           | Landeswahl         | (PRL) ausgeschieden, Nachfolger: Marie-Hélène Crombé-Berton (PRL)  |
| Filip Dewinter               | VB           | NL           | Landeswahl         | (VB) ausgeschieden, Nachfolger: Nele Jansegers                     |
| Vera Dua                     | Écolo/Groen! | NL           | Regionalparlamente | (Groen!)                                                           |
| Vera Dua                     | Écolo/Groen! | NL           | Landeswahl         | ausgeschieden, Nachfolger: Freya Piryns (Groen!)                   |
| Josy Dubié                   | Écolo/Groen! | FR           | Regionalparlamente | (Écolo)                                                            |
| Isabelle Durant              | Écolo/Groen! | FR           | Landeswahl         | (Écolo)                                                            |
| Marc Elsen                   | cdH          | FR           | Regionalparlamente | 0                                                                  |
| Lieve Van Ermen              | LDD          | NL           | Landeswahl         | 0                                                                  |
| Richard Fournaux             | MR           | FR           | Landeswahl         | (MCC)                                                              |
| Freddy Van Gaever            | VB           | NL           | Kooptiert          | (VB)                                                               |
| Joris Van Hauthem            | VB           | NL           | Regionalparlamente | (VB) (*)                                                           |
| Margriet Hermans             | Open VLD     | NL           | Regionalparlamente | (Open VLD)                                                         |
| Louis Ide                    | CD&V/N-VA    | NL           | Landeswahl         | (N-VA)                                                             |
| Joëlle Kapompolé             | PS           | FR           | Regionalparlamente | 0                                                                  |
| Geert Lambert                | SP.a/SPIRIT  | NL           | Landeswahl         | (Spirit)                                                           |
| Nahima Lanjri                | CD&V/N-VA    | NL           | Landeswahl         | (CD&V)                                                             |
| Yves Leterme                 | CD&V/N-VA    | NL           | Landeswahl         | (CD&V) ausgeschieden, Nachfolger: Els Van Hoof (CD&V)              |
| Nele Lijnen                  | Open VLD     | NL           | Landeswahl         | (Open VLD)                                                         |
| Anne-Marie Lizin             | PS           | FR           | Landeswahl         | 0                                                                  |
| Philippe Mahoux              | PS           | FR           | Landeswahl         | (*)                                                                |
| Bart Martens                 | SP.a/SPIRIT  | NL           | Regionalparlamente | (SP.a)                                                             |
| Louis Michel                 | MR           | FR           | Landeswahl         | (PRL) ausgeschieden, Nachfolger: Philippe Monfils (PRL)            |
| Philippe Moureaux            | PS           | FR           | Landeswahl         | 0                                                                  |
| André Van Nieuwkerke         | SP.a/SPIRIT  | NL           | Regionalparlamente | (SP.a)                                                             |
| Karim Van Overmeire          | VB           | NL           | Regionalparlamente | (VB)                                                               |
| Tony Van Parys               | CD&V/N-VA    | NL           | Landeswahl         | (CD&V)                                                             |
| Jean-Paul Procureur          | cdH          | FR           | Regionalparlamente | 0                                                                  |
| François Roelandts du Vivier | MR           | FR           | Regionalparlamente | (MR)                                                               |
| Carine Russo                 | Écolo/Groen! | FR           | Kooptiert          | (Écolo)                                                            |
| Els Schelfhout               | CD&V/N-VA    | NL           | Kooptiert          | (CD&V)                                                             |
| Etienne Schouppe             | CD&V/N-VA    | NL           | Landeswahl         | (CD&V) ausgeschieden, Nachfolger: Pol Van Den Driessche (CD&V)     |
| Miet Smet                    | CD&V/N-VA    | NL           | Regionalparlamente | (CD&V)                                                             |
| Helga Stevens                | CD&V/N-VA    | NL           | Regionalparlamente | (N-VA)                                                             |
| Guy Swennen                  | SP.a/SPIRIT  | NL           | Kooptiert          | (SP.a)                                                             |
| Martine Taelman              | Open VLD     | NL           | Kooptiert          | (Open VLD)                                                         |
| Marleen Temmerman            | SP.a/SPIRIT  | NL           | Landeswahl         | (SP.a)                                                             |
| Dominique Tilmans            | MR           | FR           | Landeswahl         | (PRL)                                                              |
| Elke Tindemans               | CD&V/N-VA    | NL           | Landeswahl         | (CD&V)                                                             |
| Johan Vande Lanotte          | SP.a/SPIRIT  | NL           | Landeswahl         | (SP.a)                                                             |
| Hugo Vandenberghe            | CD&V/N-VA    | NL           | Landeswahl         | (CD&V)                                                             |
| Anke Vandermeersch           | VB           | NL           | Landeswahl         | (VB)                                                               |
| Frank Vanhecke               | VB           | NL           | Landeswahl         | (VB) ausgeschieden, Nachfolger: Yves Buysse                        |
| Patrik Vankrunkelsven        | Open VLD     | NL           | Landeswahl         | (Open VLD)                                                         |
| Guy Verhofstadt              | Open VLD     | NL           | Landeswahl         | (Open VLD) ausgeschieden, Nachfolger: Roland Duchatelet (Vivant)   |
| Marc Verwilghen              | Open VLD     | NL           | Landeswahl         | (Open VLD)                                                         |
| Christiane Vienne            | PS           | FR           | Kooptiert          | 0                                                                  |
| Paul Wille                   | Open VLD     | NL           | Regionalparlamente | (Open VLD) (*)                                                     |

(*) Fraktionsvorsitzender

## Abkürzungsverzeichnis
- CD&V: Christen-Democratisch & Vlaams
- N-VA: Nieuw-Vlaamse Alliantie
- Open VLD: Open Vlaamse Liberalen en Democraten
- Vivant: Voor Individuele Vrijheid en Arbeid in een Nieuwe Toekomst
- SP.a: Socialistische Partij anders
- Spirit: Sociaal Progressief Internationaal Regionalistisch Integraal-democratisch en Toekomstgericht
- VB: Vlaams Belang
- VLOTT: Vlaams Liberaal Onafhankelijk Tolerant Transparant
- LDD: Lijst Dedecker
- Groen!
- MR: Mouvement Réformateur
- PRL: Parti Réformateur Libéral
- MCC: Mouvement des Citoyens pour le Changement, heute Mouvement Réformateur
- PFF: Partei für Freiheit und Fortschritt
- FDF: Front Démocratique des Francophones
- PS: Parti Socialiste
- cdH: centre démocrate Humaniste
- Écolo: Ecologistes Confédérés pour l’Organisation de Luttes Originales
- FN: Front National